# センダイガールズワールドジュニア王座
センダイガールズワールドジュニア王座は、センダイガールズプロレスリングが管理・認定している王座。

## 概要
2018年9月8日、キャリア2年以内で体重制限なし、キャリア3年以上で体重54kg以内の選手を対象にした王座として創設。10月14日、仙台サンプラザにて行われた初代王座決定戦で笹村あやめが愛海に勝利し、初代王者となった。

## 歴代王者
| 歴代   | 王者                 | 戴冠回数 | 防衛回数 | 獲得日         | 獲得場所 備考（対戦相手）  |
| ------ | -------------------- | -------- | -------- | -------------- | -------------------------- |
| 初代   | 笹村あやめ           | 1        | 1        | 2018年10月14日 | 仙台サンプラザ （愛海）    |
| 第2代  | ミリー・マッケンジー | 1        | 2        | 2019年01月06日 | 新宿FACE                   |
| 第3代  | コマンド・ボリショイ | 1        | 0        | 2019年04月17日 | DIAMOND HALL 王座返上      |
| 第4代  | 神童ミコト           | 1        | 1        | 2019年06月08日 | 新潟市体育館 （愛海）      |
| 第5代  | 愛海                 | 1        | 2        | 2019年10月13日 | 仙台サンプラザ             |
| 第6代  | 星月芽依             | 1        | 2        | 2020年11月22日 | 仙台PIT                    |
| 第7代  | 岡優里佳             | 1        | 3        | 2021年06月27日 | 新潟市体育館               |
| 第8代  | 稲葉ともか           | 1        | 1        | 2022年02月27日 | アオーレ長岡 王者返上      |
| 第9代  | Chi Chi              | 1        | 3        | 2024年11月09日 | 新潟市体育館 （YUNA）      |
| 第10代 | さくらあや           | 1        | 2        | 2025年03月19日 | 国立代々木競技場第二体育館 |